# Angra do Heroísmo
Angra do Heroísmo ('ɐ̃gɾɐ du eɾu'iʒmu) è un comune portoghese di 34 976 abitanti (2011) situato nella regione autonoma delle Azzorre, sull'isola Terceira. Angra è una delle tre città principali delle Azzorre (gli altri capoluoghi delle Azzorre sono Ponta Delgada e Horta).
Il centro storico della città di Angra è classificato dall'UNESCO come patrimonio dell'umanità.

## Etimologia
Angra è la parola portoghese per "insenatura" o "baia". L'epiteto do Heroísmo ("dell'eroismo", "l'eroico") fu concesso alla città dalla regina Maria II del Portogallo per commemorare la vittoriosa difesa dell'isola da parte dei suoi cittadini contro un assalto miguelista nel 1829 durante le guerre liberali.

## Storia
I primi riferimenti all'insediamento delle Azzorre risalgono tra il 1439 e il 1449, attraverso la donazione di Enrico il Navigatore la colonizzazione di sette isole nei gruppi centrali e orientali dell'arcipelago. Terceira, inclusa in questo gruppo, sarebbe stata amministrata da Jácome de Bruges come stipulato nel processo di nomina, datato marzo 1450, che comprendeva non solo la sistemazione delle terre, ma anche il monopolio molitorio, i forni, la concessione del sale, i diritti fondiari nel nome della monarchia, decime, amministrazione della giustizia e diritti di successione, inclusa la disposizione eccezionale per la successione materna. La grande difficoltà nell'attrarre coloni fece tuttavia sì che entro il 22 agosto 1460 l'isola fosse ancora disabitata.
Il luogo d'insediamento prescelto dai primi coloni era un crinale, che si apriva, come un anfiteatro, su due piccole baie, separate da una penisola, alla cui sommità si ergeva il vulcano spento del Monte Brasil. Una di queste insenature era abbastanza profonda da fornire un ancoraggio per grandi navi, e aveva l'ulteriore vantaggio di essere riparata dai venti più forti, ad eccezione di quelli provenienti da sud e sud-est.
Nel 1474, Álvaro Martins Homem ordinò che il fiume che scorreva nella baia fosse immesso in un canale artificiale rivestito di pietra in modo che le sue acque impetuose potessero essere imbrigliate per far girare la ruota idraulica di un mulino. Questo pose le basi per il futuro sviluppo economico del villaggio di Angra. Allo stesso tempo, ciò ha permesso di riorganizzare l'area su entrambi i lati del corso del fiume secondo un piano viario rettilineo e di organizzarla in quartieri per funzione (commerciale, residenziale, ecc.), per accogliere le esigenze della rapida crescita porta. Le prime case di Angra furono costruite sulla collina sopra la baia, le ripide strade si snodavano fino alla riva. Su un'altura, lontano dal mare, venne iniziata la costruzione di una fortezza che sarebbe stato chiamato Castelo dos Moinhos (Castello dei Mulini). Nel 1534 Angra fu il primo insediamento dell'arcipelago ad essere elevato allo status di città. Nello stesso anno fu scelta da Papa Paolo III come sede della Diocesi di Angra, con autorità ecclesiastica su tutte le isole delle Azzorre.
Il porto commerciale della prima Angra ha svolto un ruolo importante nel commercio tra il Portogallo e le Indie orientali portoghesi a partire dal XV secolo. La baia di Angra era spesso piena di caravelle e galeoni, circostanza che contribuì al progresso della città e dei suoi abitanti. La costruzione di una serie di manieri, conventi, chiese e fortificazioni militari ad Angra, strutture solitamente inusuali per una piccola città (o una piccola isola) indica l'importante ruolo che Angra ha svolto nella navigazione transatlantica per i portoghesi.
Prima che Filippo II di Spagna avesse la possibilità di far valere la sua pretesa alla corona del Portogallo, nel 1580, Antonio, priore di Crato, un rampollo illegittimo della linea Beja della famiglia reale portoghese della Casa di Braganza, si autoproclamò re il 24 luglio 1580 Tuttavia, il suo governo nel Portogallo continentale durò solo venti giorni; il 25 agosto fu sconfitto nella battaglia di Alcântara dagli eserciti asburgici spagnoli guidati dal Duca d'Alba.
Dopo Alcântara, Antonio tentò di governare il Portogallo dalle Azzorre, dove stabilì un governo di opposizione ad Angra che durò fino al 1583. Sebbene per un certo periodo fosse il monarca (coniando monete e conferendo titoli), il suo governo su Terceira fu riconosciuto solo nelle Azzorre. Dall'arcipelago Antonio condusse un movimento di resistenza popolare contrario al riconoscimento di un re straniero. Fu sostenuto da numerosi avventurieri francesi guidati da Filippo di Piero Strozzi, esule fiorentino al servizio della Francia, nonché da patrioti portoghesi, alcuni dei quali vennero alle Azzorre per assisterlo direttamente.
Nel corso degli anni, Terceira (e Angra in particolare) è stata una destinazione prediletta per i monarchi portoghesi caduti in disgrazia. Nel 1667, verso la fine della guerra di restaurazione portoghese, il re Alfonso VI, il suo principale consigliere, Castelo Melhor, e il partito francofilo di Castelo Melhor furono rovesciati dal fratello minore del re, il Duca di Beja. Quest'ultimo si insediò per la prima volta come reggente di suo fratello; poi esiliò di Alfonso nell'isola di Terceira nelle Azzorre con la scusa che fosse incapace di governare. L'esilio di Afonso durò sette anni.
Quando il re Giovanni VI morì nel 1826, il paese precipitò in una crisi di successione. Il re aveva un legittimo erede maschio, l'imperatore Pietro I del Brasile, che si era ribellato con successo contro suo padre qualche anno prima. Molti eminenti portoghesi, tuttavia, non desideravano essere riunificati con la loro ex colonia. Il figlio minore del re, Michele I, fu esiliato in Austria, dopo aver guidato una serie di rivoluzioni fallite contro il regime liberale di suo padre. Pietro rinunciò al trono portoghese in favore della figlia di 7 anni Maria da Glória, stabilendo che avrebbe sposato suo zio Michele quando fosse diventata maggiorenne. Per governare insieme a sua nipote, tuttavia, Michele fu obbligato a prestare giuramento per sostenere la costituzione liberale esistente. Michele inizialmente acconsentì, ma successivamente rinnegò. Depose la sua giovane nipote e instaurò una monarchia assolutista. Pietro e sua figlia iniziarono quindi un conflitto noto come guerre liberali. Il 22 giugno 1828, i liberali deposero il capitano generale delle Azzorre Manuel Vieira de Albuquerque Touvar, deportandolo sulla terraferma e stabilendo il loro quartier generale a Terceira. La battaglia di Praia da Vitória dell'11 agosto 1829 vide gli abitanti di Terceira respingere un attacco miguelista. Ciò fece ottenere ad Angra il titolo onorifico di do Heroísmo. Maria da Glória risiedette sull'isola dal 1830 al 1833. Le sue truppe vinsero la guerra l'anno seguente.
Angra e la vicina Praia da Vitória furono teatro di un episodio della guerra civile americana. Incapaci di rompere il blocco da parte delle navi della Marina unionista dei porti confederati e sperando di allontanare queste navi di blocco per contrastare altre minacce, gli Stati Confederati d'America fecero costruire navi da corsa in Gran Bretagna e Francia. Uno di questi lasciò Liverpool nel luglio 1862 sotto le spoglie di una "nave mercantile" e si incontrò con le navi di supporto nel porto di Praia da Vitória. Questo luogo d'incontro è stato scelto perché il Portogallo era neutrale e le Azzorre erano lontane dall'inseguire le navi della Marina americana. In quel porto e, successivamente ad Angra, furono trasferiti a bordo della nuova nave cannoni e altri rifornimenti bellici. Il CSS Alabama fu varato il 24 agosto 1862 appena fuori dal porto di Angra e lasciò Terceira per iniziare la sua carriera come la più efficace nave da corsa nella storia navale.
Il 1º gennaio 1980 la cittadina fu gravemente danneggiata da un terremoto. Nei quattro anni successivi il centro di Angra fu ricostruito rispettando le strutture originarie.

## Monumenti e luoghi d'interesse

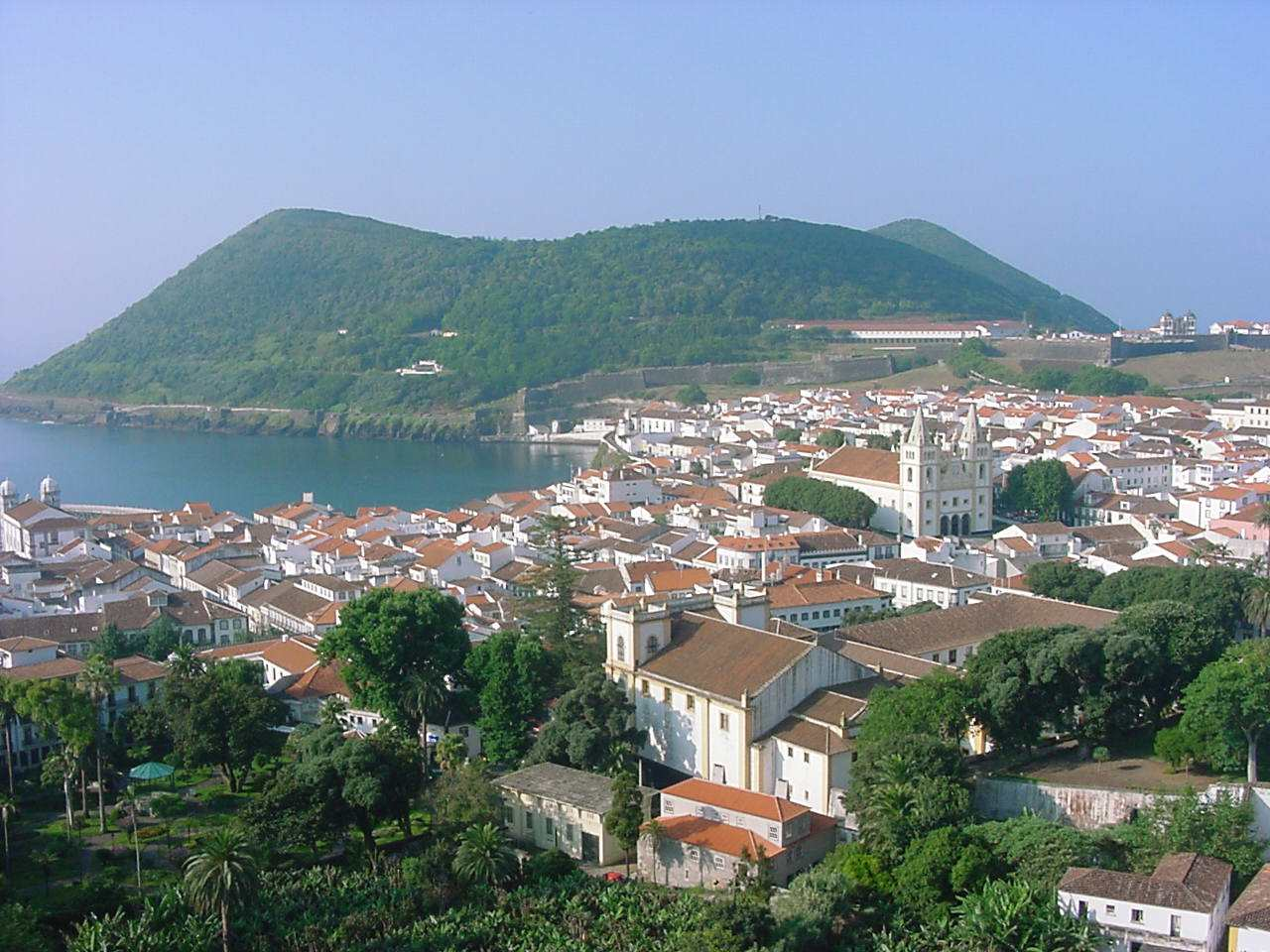
Veduta del centro storico della città

- Cattedrale del Santissimo Salvatore, edificio del XVI secolo in stile manierista
- Chiesa della Santissima Misericordia, del XVII secolo;
- Chiesa di Nostra Signora del Carmine
- Castello di San Giovanni Battista, costruito nel XVI secolo su ordine di Filippo II, re di Spagna e Portogallo;
- Chiesa di San Giovanni Battista, situata all'interno del forte;
- Forte di San Sebastiano
- Palazzo dei Capitani Generali
- Palazzo Bettencourt, del XVIII secolo

## Società

### Evoluzione demografica
| Popolazione di Angra do Heroísmo (1849 – 2004) | Popolazione di Angra do Heroísmo (1849 – 2004) | Popolazione di Angra do Heroísmo (1849 – 2004) | Popolazione di Angra do Heroísmo (1849 – 2004) | Popolazione di Angra do Heroísmo (1849 – 2004) | Popolazione di Angra do Heroísmo (1849 – 2004) | Popolazione di Angra do Heroísmo (1849 – 2004) | Popolazione di Angra do Heroísmo (1849 – 2004) | Popolazione di Angra do Heroísmo (1849 – 2004) |
| ---------------------------------------------- | ---------------------------------------------- | ---------------------------------------------- | ---------------------------------------------- | ---------------------------------------------- | ---------------------------------------------- | ---------------------------------------------- | ---------------------------------------------- | ---------------------------------------------- |
| 1849                                           | 1900                                           | 1930                                           | 1960                                           | 1981                                           | 1991                                           | 2001                                           | 2004                                           | 2011                                           |
| 22973                                          | 33002                                          | 32828                                          | 43374                                          | 32808                                          | 35270                                          | 35581                                          | 35103                                          | 34976                                          |

### Religione
La città è sede della diocesi di Angra, istituita nel 1534 e suffraganea del patriarcato di Lisbona.

## Cultura

### Istruzione

#### Musei
- Museo di Angra do Heroísmo

#### Università
La città ospita un campus dell'università delle Azzorre.

## Geografia antropica

### Freguesias
- Altares
- Cinco Ribeiras
- Doze Ribeiras
- Feteira
- Nossa Senhora da Conceição (Angra do Heroísmo)
- Porto Judeu
- Posto Santo
- Raminho
- Ribeirinha
- Santa Bárbara
- Santa Luzia (Angra do Heroísmo)
- São Bartolomeu de Regatos
- São Bento
- São Mateus da Calheta
- São Pedro (Angra do Heroísmo)
- Sé (Angra do Heroísmo)
- Serreta
- Terra Chã
- Vila de São Sebastião

## Amministrazione
- Salvador, dal 1985